# Pasquale Jannaccone

Costo di produzione, 1904

Pasquale Jannaccone (Napoli, 18 maggio 1872 – Torino, 22 dicembre 1959) è stato un economista italiano, nominato senatore a vita da Luigi Einaudi nel 1950.

## Biografia
Nel 1893 si laureò in Giurisprudenza presso l'Università degli Studi di Torino. Fu docente di Economia politica presso le Università degli Studi di Cagliari (dal 1900), Siena (dal 1905) e Padova (dal 1909). Nel 1916 tornò a Torino, dove insegnò Statistica e poi Politica economica fino al 1942, anno del pensionamento. Dal 1901 al 1918 diresse la 5ª serie della Biblioteca dell'Economista e dal 1908 fece parte della direzione de La Riforma Sociale, entrambe con sede a Torino.
Nominato il 23 ottobre 1930 Accademico d'Italia, limitò la sua attività all'ambito accademico. Ciononostante, alla fine della seconda guerra mondiale, in quanto Accademico d'Italia fu sottoposto a epurazione, che non venne attuata per l'intervento di Luigi Einaudi; anzi, nel 1946 fu ammesso all'Accademia dei Lincei.
Dal 1949 al 1955 fu presidente dell'Accademia delle Scienze di Torino. Nel 1950, con Gustavo Del Vecchio, Giovanni Demaria, Luigi Einaudi, Giuseppe Ugo Papi, Volrico Travaglini e Francesco Vito, fondò la Società italiana degli economisti, di cui fu presidente dal 1951 al 1954, con Einaudi presidente onorario in quanto già Presidente della Repubblica Italiana.

## Opere principali
- Pasquale Jannaccone, Costo di produzione, Biblioteca dell'economista. Quarta serie 4, Torino, UTET, 1904. URL consultato il 26 giugno 2015.
- Pasquale Jannaccone, La bilancia del dare e dell'avere internazionale, Milano, Treves, 1927.
- Pasquale Jannaccone, Prezzi e mercati, Torino, Einaudi, 1936.
- Pasquale Jannaccone, Moneta e lavoro, Torino, UTET, 1946.
- Pasquale Jannaccone, Scritti e discorsi opportuni ed importuni (1947-1955), Torino, Einaudi, 1956.
- Pasquale Jannaccone, Manuale di economia politica, Torino, UTET, 1959.